# 九州百貨店協会
九州百貨店協会（きゅうしゅうひゃっかてんきょうかい）は、かつて存在した日本百貨店協会の地区協会。九州地区の百貨店が加盟していた業界団体（任意団体）で、日本百貨店協会を上位団体としていた。福岡市に事務所を置いていた。
九州地区の百貨店業の健全な発達を図り、もって消費者の利益に寄与することを目的としていた。

## 概要
かつて日本百貨店協会には、地区ブロックごとの「地区協会」と、戦前に六大都市と呼ばれた都市（東京、横浜、名古屋、京都、大阪、神戸）ごとに「都市百貨店協会」があった。しかし加盟店数の減少などから、運営の無駄を省くため時間をかけて統合が進められ、2010年（平成22年）に7地区協会を統合して地方分会とした。各地区協会事務所は閉鎖され、運営は日本百貨店協会本部に一元化されている。

### 範囲
九州と沖縄県の百貨店が加盟していた。九州百貨店協会では、加盟百貨店地区地域を「九州・沖縄地区」と定義していた。
加盟店は、日本百貨店協会に加盟する店舗と、同協会の加盟基準に満たない一部の店舗が混在していた。

### 地域独自の取り組み
読売新聞が2012年1月4日から5日にかけて朝夕刊で報じたところによると、加盟店のうち地場資本の井筒屋（運営上はコレットも含む）、佐賀・佐世保の玉屋両社、浜屋、鶴屋、県民百貨店、トキハ、鹿児島・宮崎の山形屋両社、リウボウ（琉貿）の計10社が、福岡都市圏を中心に事業展開する全国系大手資本に対抗するため、仕入れや商品開発、催事企画を共同で行う取り組みを始めた。
玉屋と県民百貨店がハイランドグループに、残りが全日本デパートメントストアーズ開発機構にそれぞれ属し、通常は手を組むことがないだけに、この取り組みは全国的にも注目を集めた。

## 加盟していた百貨店
日本百貨店協会へ統合された2010年時点で加盟していた百貨店は以下の通り。なお、統合後に開業したのは2011年3月に博多阪急（阪急阪神百貨店、福岡市博多区）の1店舗である。
福岡県
- 井筒屋
  - 小倉本店（北九州市小倉北区）
  - コレット（北九州市小倉北区、旧小倉伊勢丹からコレット井筒屋へ商号変更）
- 黒崎店（北九州市八幡西区）
- 岩田屋三越
  - 岩田屋福岡天神本店（福岡市中央区）
  - 福岡三越（福岡市中央区）
  - 岩田屋久留米店（久留米市、旧久留米岩田屋）
- 博多大丸 福岡・天神店（福岡市中央区）

佐賀県
- 佐賀玉屋（佐賀市）

長崎県
- 浜屋百貨店[注釈 2]
  - 長崎本店（長崎市）
  - 大村店（大村市、旧大村浜屋） - 2013年3月末閉店
- 佐世保玉屋
  - 佐世保本店（佐世保市）
  - 長崎支店（長崎市） - 2014年2月閉店
- 博多大丸 長崎店（長崎市） - 2011年7月閉店

熊本県
- 県民百貨店（熊本市中央区、旧店名くまもと阪神） - 2015年2月閉店
- 鶴屋百貨店（熊本市中央区）

大分県
- トキハ
  - 大分本店（大分市）
  - わさだ店（大分市）
  - 別府店（別府市）

宮崎県
- 宮崎山形屋（宮崎市）

鹿児島県
- 山形屋（鹿児島市）

沖縄県
- 沖縄三越（那覇市） - 2014年9月閉店
- リウボウインダストリー デパートリウボウ（那覇市）

### 日本百貨店協会への統合前に閉店した旧加盟店
福岡県
- 小倉玉屋（北九州市小倉北区）
- そごう
  - 小倉そごう（北九州市小倉北区） - 後に「小倉伊勢丹」、「コレット」を経て、現「セントシティ」
  - 黒崎そごう（北九州市八幡西区） - 後の「黒崎井筒屋」
- 福岡玉屋（福岡市博多区）
- 井筒屋
  - 博多井筒屋（福岡市博多区）
  - 若松井筒屋（北九州市若松区、旧丸柏百貨店）[注釈 3]
  - 久留米井筒屋（久留米市）
  - 久留米井筒屋 大牟田店（大牟田市）
- 岩田屋
  - 西新岩田屋（福岡市早良区）
  - 岩田屋 戸畑店（北九州市戸畑区）[注釈 3]
- 大牟田松屋（大牟田市）
- 山城屋（北九州市門司区）[注釈 3]

熊本県
- 岩田屋伊勢丹→熊本岩田屋（熊本市中央区）

大分県
- 別府近鉄百貨店（別府市）
- 井筒屋 中津店（中津市） - 店舗自体は移転・小型店に業態転換して存続
- 日田岩田屋（日田市）
- 臼杵トキハ→トキハ 臼杵店（臼杵市）

宮崎県
- 大浦 都城大丸（都城市）

鹿児島県
- 三越鹿児島店（旧鹿児島三越、鹿児島市） - 後の複合商業施設「マルヤガーデンズ」

沖縄県
- 沖縄山形屋（那覇市）